# آندره فوروست
آندره فوروست (انگلیسی: Andrew Furuseth; ۱۷ مارس ۱۸۵۴ – ۲۲ ژانویهٔ ۱۹۳۸) سندیکاچی اهل نروژ بود.